# Coussergues
Coussergues (en occitano Cossèrgas) era una comuna francesa situada en el departamento de Aveyron, de la región de Occitania, que el 1 de enero de 2016 pasó a ser una comuna delegada de la comuna nueva de Palmas-d'Aveyron al fusionarse con las comunas de Cruéjouls y Palmas.

## Demografía
| Gráfica de evolución demográfica de Coussergues entre 1800 y 2013 |
|                                                                   |

Los datos demográficos contemplados en este gráfico de la comuna de Coussergues se han cogido de 1800 a 1999 de la página francesa EHESS/Cassini, y los demás datos de la página del INSEE.